# خوسيه ريبيرو إي كاسترو
خوسيه ريبيرو إي كاسترو (بالبرتغالية: José Ribeiro e Castro‏) هو سياسي برتغالي، ولد في 24 ديسمبر 1953 بلشبونة في البرتغال. حزبياً، نشط في المركز الديمقراطي والاجتماعي - حزب الشعب ‏. وقد انتخب عضو مجلس الجمهورية ‏ عن دائرة دائرة براقرة ‏ وقد انضم خلال فترته النيابية ‏  للكتلة البرلمانية المركز الديمقراطي والاجتماعي - حزب الشعب ‏ وانتخب عضو في البرلمان الأوروبي عن دائرة البرتغال ‏ لترشحه ضمن   قائمة المركز الديمقراطي والاجتماعي - حزب الشعب ‏، وقد انضم خلال فترته النيابية (17 نوفمبر 1999 – 19 يوليو 2004)  للكتلة البرلمانية الكتلة البرلمانية لحزب الشعب الأوروبي وفي انتخابات البرلمان الأوروبي 2004، انتخب عضو في البرلمان الأوروبي عن دائرة البرتغال ‏ لترشحه ضمن   قائمة المركز الديمقراطي والاجتماعي - حزب الشعب ‏، وقد انضم خلال فترته النيابية (20 يوليو 2004 – 13 يوليو 2009)  للكتلة البرلمانية الكتلة البرلمانية لحزب الشعب الأوروبي.